# Erchanger de Suabia
Erchanger (sau Erchangar),  (n. 830 d.Hr. – d. 21 ianuarie 917 d.Hr., Oettingen in Bayern, Bavaria, Germania), membru al familiei Ahalolfingerilor, a fost duce de Suabia din septembrie 915 până la moarte.
Erchanger era fiul lui Berthold I, conte palatin de Suabia, care uneori este consemnat tot sub numele de Erchanger. Mama sa a fost Gisela, fiica regelui Ludovic Germanul din Francia răsăriteană.
Inițial, Erchanger a fost un missus dominicus în Suabia. În 911, el s-a aliat cu episcopul Solomon al III-lea de Konstanz, prin prisma intereselor politice comune. La acea vreme, Erchanger era în concurență pentru putere în Suabia cu Burchard I și Burchard al II-lea din familia Hunfridingilor. El a jucat un rol decisiv în înlăturarea bătrânului Burchard, care a fost condamnat pentru înaltă trădare și executat în 911. După căderea Hunfridignilor, Erchanger și fratele său mai tânăr Berthold au devenit cei mai puternici conți din regiune. În 913, Erchanger și regele Conrad I al Germaniei au intrat în conflict, însă Erchanger s-a căsătorit cu sora regelui, Cunigunda, al cărei soț, Luitpold de Bavaria, tocmai murise. În urma acestei mișcări diplomatice, Erchanger a devenit reprezentantul regelui în Suabia. Ca urmare, alianța sa cu episcopul Solomon s-a încheiat, iar episcopul i-a devenit dușman,opunându-se carierei sale. Observând că venitul său era diminuat din inițiativa episcopului, Erchanger l-a aruncat pe Solomon în închisoare în 914. Conrad însă s-a opus acestei măsuri și l-a eliberat pe episcop, exilându-l în schimb pe Erchanger.
Erchanger a revenit în 915 și a participat la luptele nepotului său Arnulf de Bavaria și a vechiului său inamic, Burchard al II-lea împotriva maghiarilor. Erchanger și Burchard și-au întors apoi armele împotriva regelui Conrad. Înfrângându-l pe acesta în lupta de la Wahlwies în Hegau, Erchanger a fost proclamat duce de Suabia. Cu toate acestea, în cadrul unei înalte adunări la Hohenaltheim din septembrie 916, Erchanger a fost condamnat să se retragă la mănăstire pentru ofensele aduse regelui și episcopului de Konstanz. La ordinul regelui, el a fost asasinat în 21 ianuarie 917.